# Notophthiracarus chilensis
Notophthiracarus chilensis är en kvalsterart som beskrevs av Balogh och Sandór Mahunka 1967. Notophthiracarus chilensis ingår i släktet Notophthiracarus och familjen Phthiracaridae. Inga underarter finns listade i Catalogue of Life.